# Antonín Wildt (fotograf)
Antonín Wildt (13. června 1875 České Budějovice – po roce 1939) byl český fotograf.

## Životopis
Podle historika Karla Pletzera byl koncem 19. století pravděpodobně zaměstnán v českobudějovické pobočce firmy J. F. Langans, což byl název firmy Jana Nepomuka Langhanse. Od roku 1895 byl členem Besedy českobudějovické. V roce 1901 si zřídil fotoateliér v domě č. 5 na českobudějovickém Lobkovicově náměstí, které je dnes součástí Mariánského náměstí. Téhož roku si založil pobočný fotoateliér v Protivíně a roku 1903 v Písku (Nerudova 68). Zanedlouho svůj českobudějovický ateliér přestěhoval do sousedního domu (tehdy Lobkovicovo nám. č. 6). Kromě portrétních fotografií nabízel též zhotovení nebo prodej momentek, snímků krajin, vnitřků kostelů, náhrobních kamenů a budov.
V říjnu 1904 se oženil s Henriettou Kavallovou ze Žižkova. V roce 1904 byl vyznamenán velkými zlatými medailemi na výstavách v Paříži, Londýně, Ostende a čestným diplomem města Brusel. V roce 1908 získal titul c.k. dvorní fotograf.
V roce 1920 předal svůj ateliér Josefu Danešovi a odstěhoval se do Prahy. V Praze má atelier na adrese Králodvorská 18, poté na Příkopy 33. Roku 1935 atelier v Praze ještě inzeruje. Roku 1948 firma Foto Wildt (Příkopy 29) hledá 2 fotolaboranty.
Ve Státním oblastním archivu v Třeboni je sbírka jeho ateliérem pořízených fotografických desek, které se týkají hlavně hlubocké větve rodu Schwarzenbergů, zejména rodiny Jana Nepomuka II. ze Schwarzenbergu. Dále jsou zde uloženy fotografické desky s interiéry a exteriéry schwarzenberských sídel a s dalšími záběry.

## Galerie

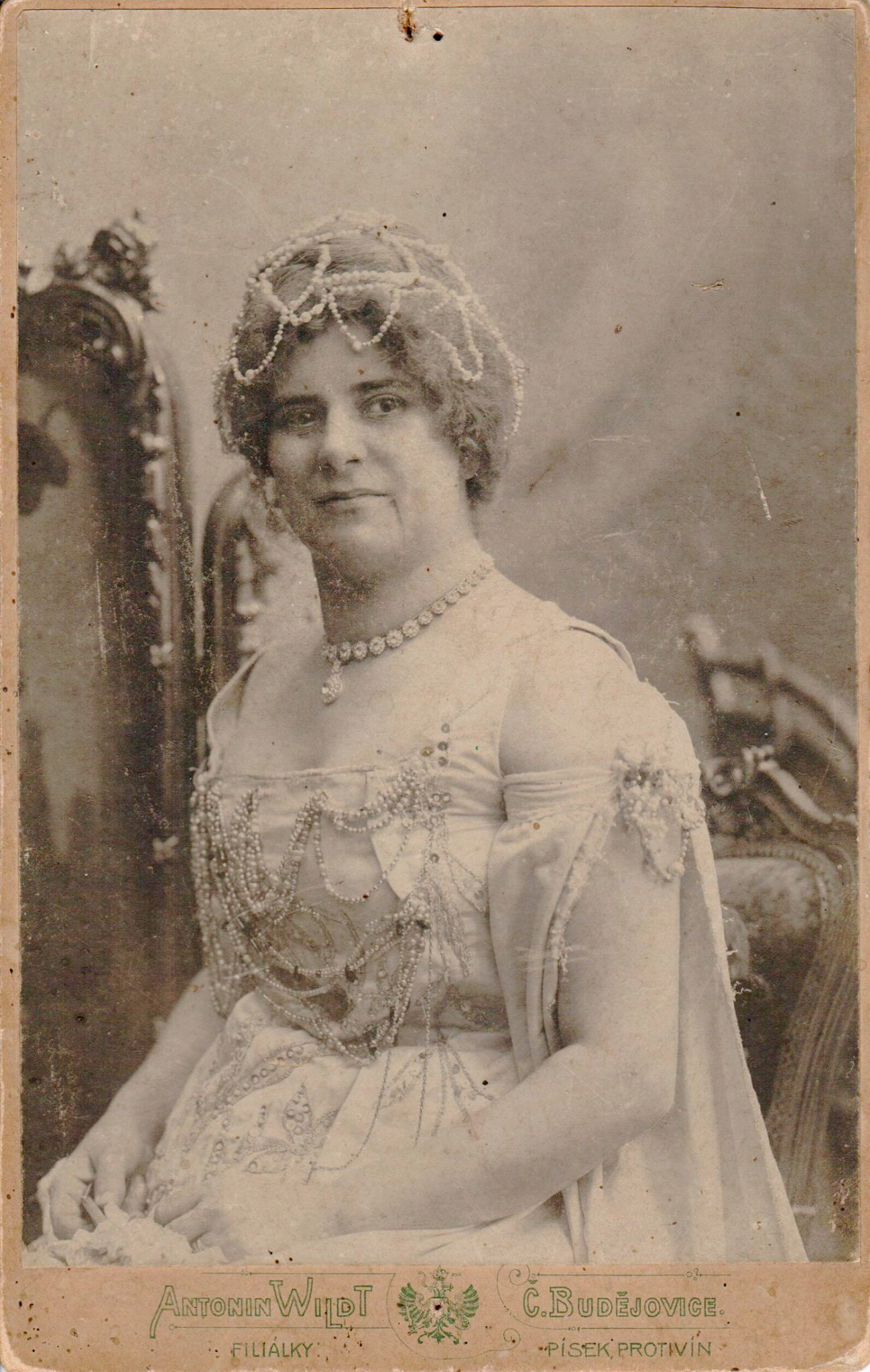
Blažena Blažejová
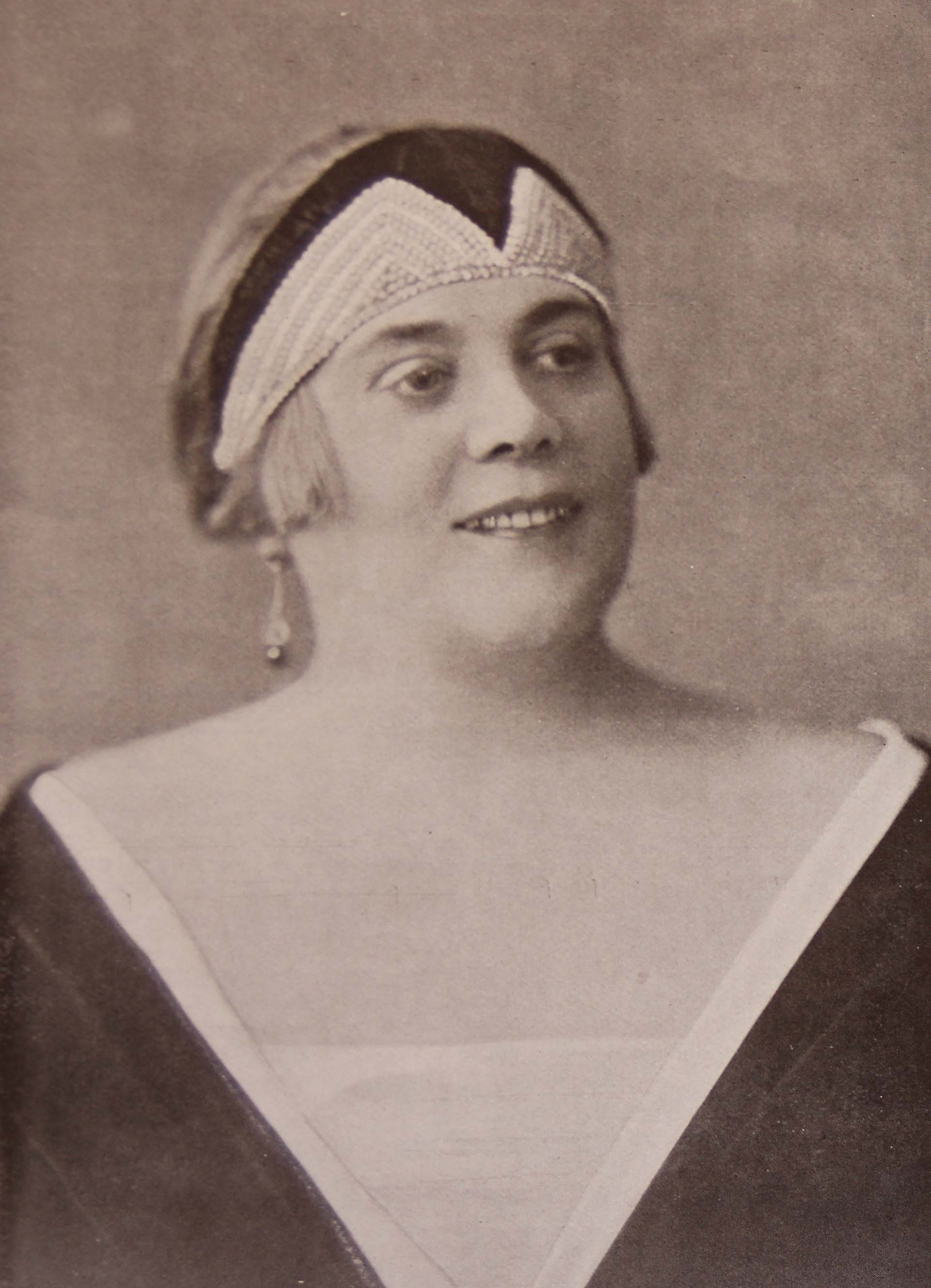
Božena Petanová
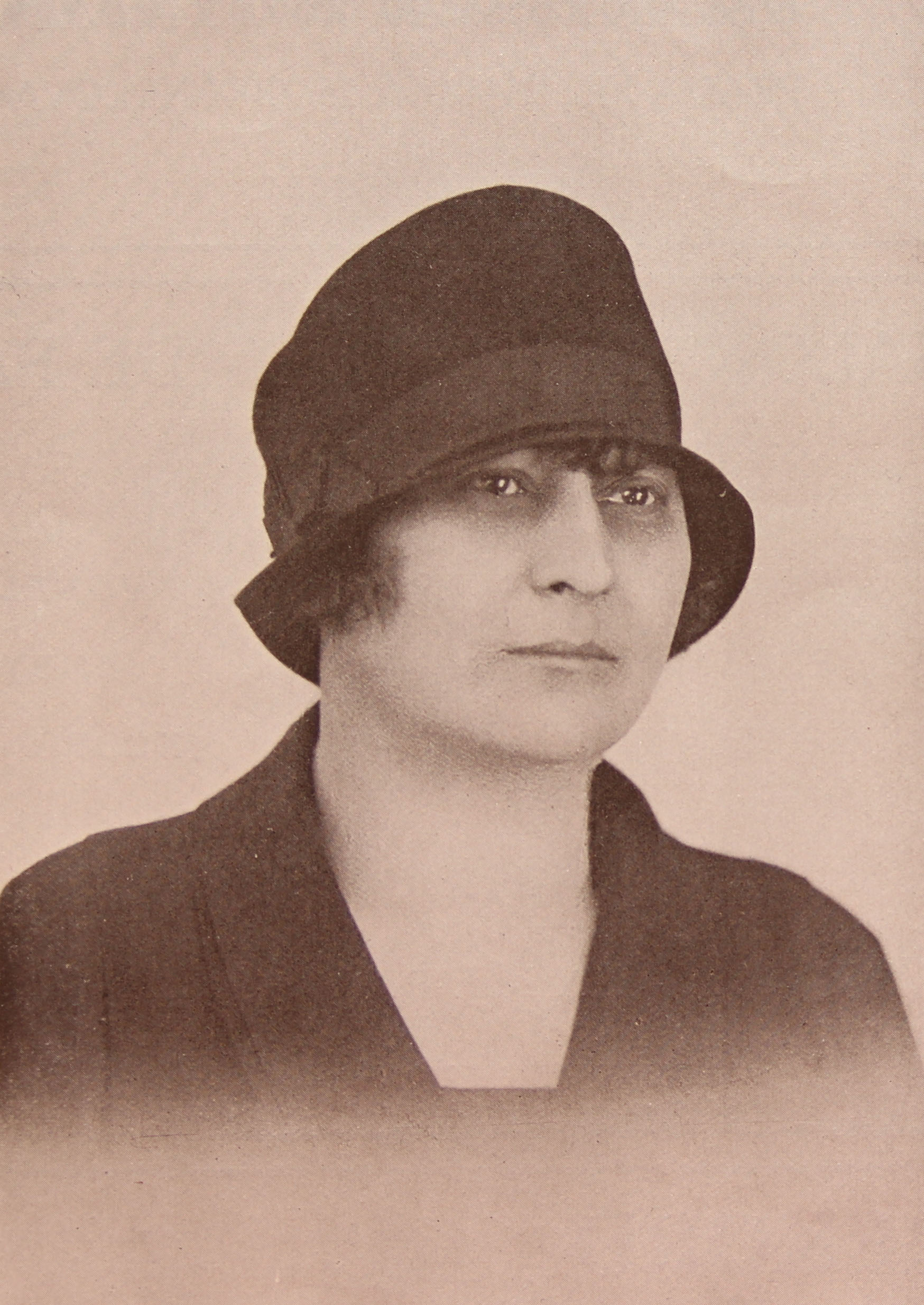
Marie Kalivodová
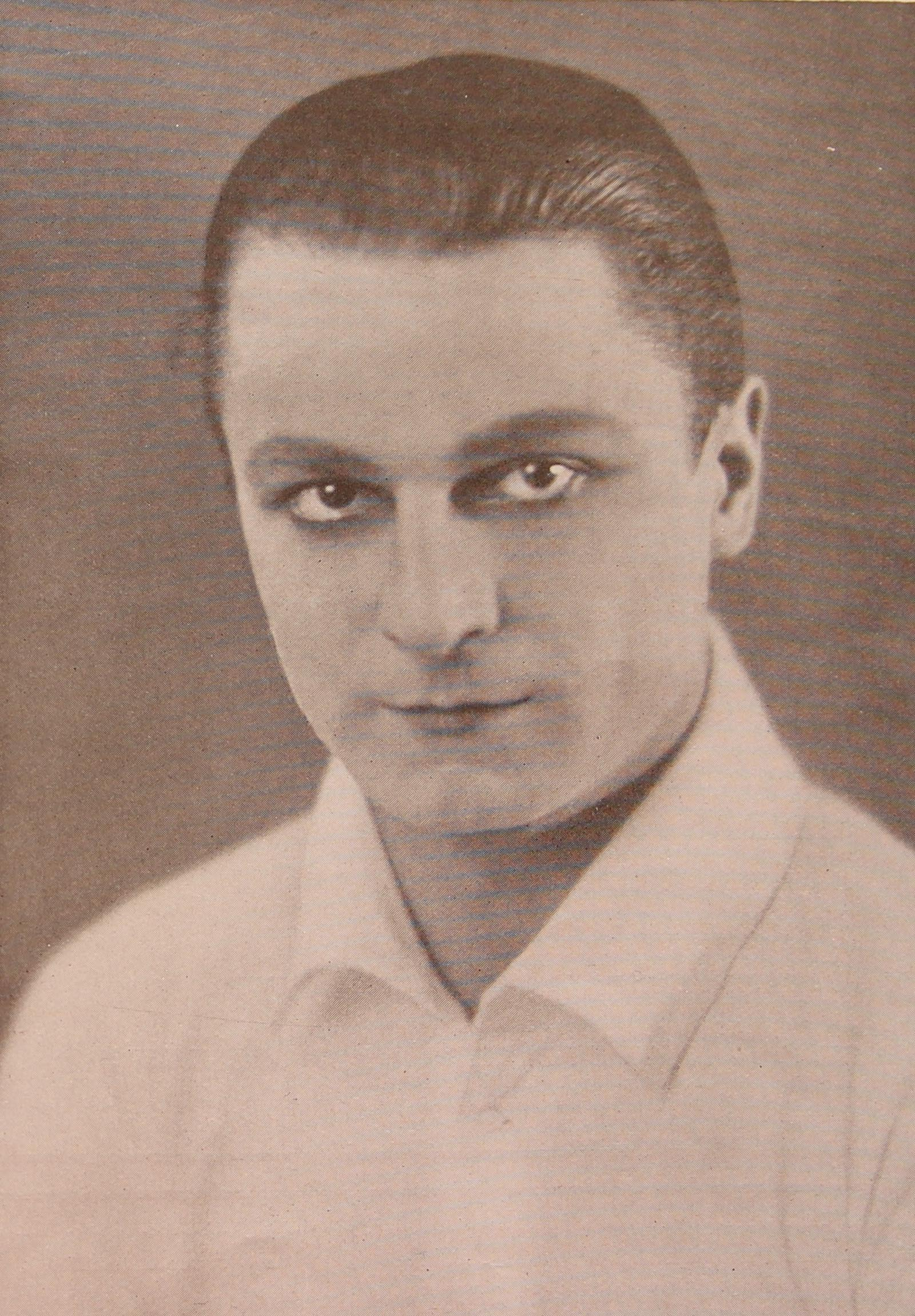
Otto Rubík